# Atlanta Open 1975
L'Atlanta Open 1975 è stato un torneo di tennis giocato sul sintetico indoor. È stata la 5ª edizione dell'Atlanta Open, che faceva parte del World Championship Tennis 1975. Si è giocato ad Atlanta negli USA, dal 24 al 30 marzo 1975.

## Campioni

### Singolare
Mark Cox ha battuto in finale  John Alexander con il punteggio di 6–3 7–6

### Doppio
Anand Amritraj /  Vijay Amritraj hanno battuto in finale  Mark Cox /  Cliff Drysdale con il punteggio di 6–3, 6–2